# 東京都道・神奈川県道48号鍛冶谷相模原線

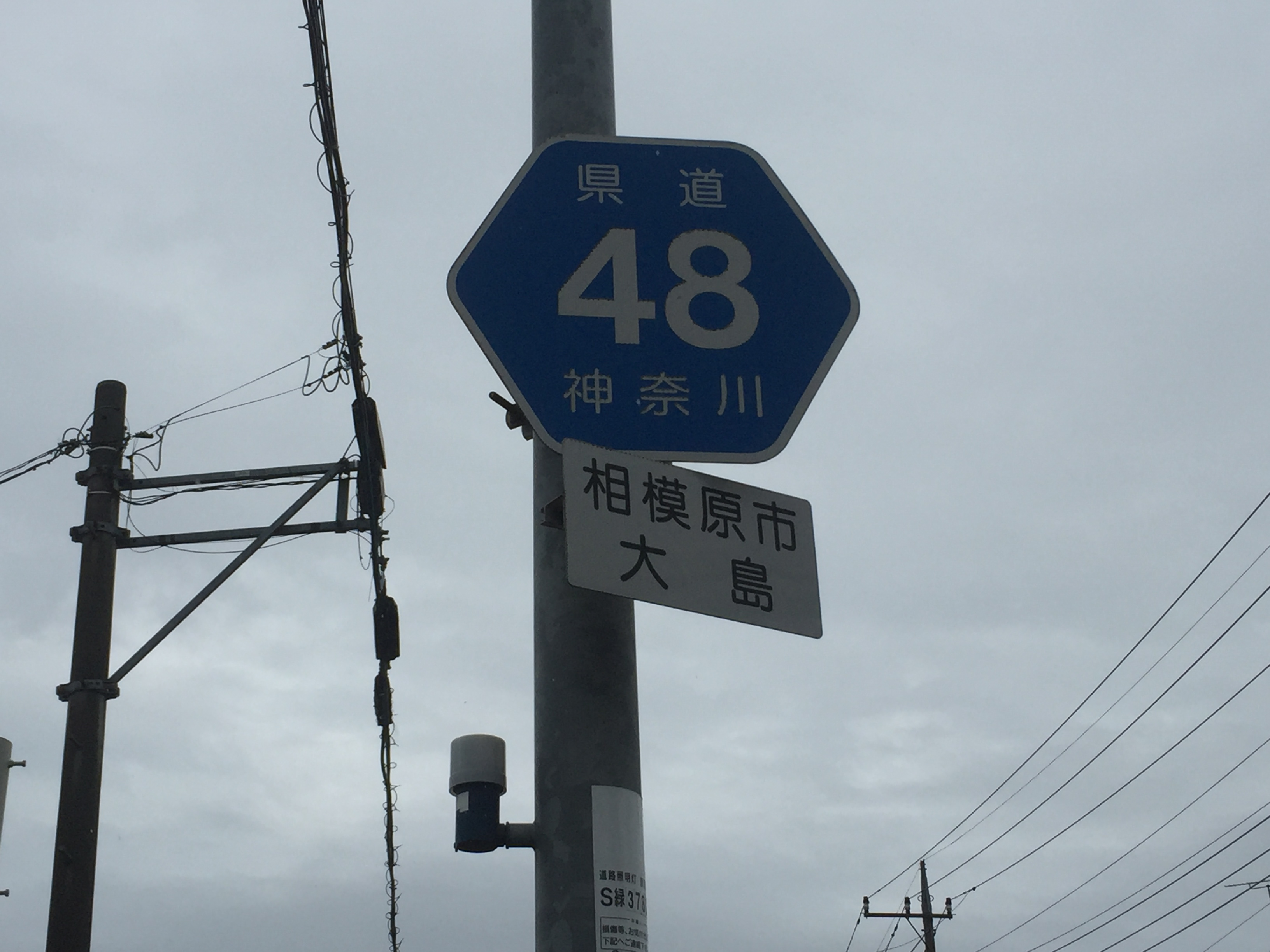
県道番号標示（相模原市緑区大島）

東京都道・神奈川県道48号鍛冶谷相模原線（とうきょうとどう・かながわけんどう48ごう かじやさがみはらせん）は、東京都町田市相原町から神奈川県相模原市南区当麻に至る主要地方道（東京都道・神奈川県道）である。なお「鍛冶谷」とは、起点である町田市相原町の小字である。

## 概要
全長12.9 km。ただし都道部分は131 mしかない。旧相模原市域を南北に貫く一番西側の道（以降東へ国道129号、旧大山道、神奈川県道507号相武台相模原線（村富線）、木もれび通り（中央大通り）、国道16号、旧16号）であり、町田街道も含めこれらの道全てが16号の迂回路線になっている。
かつては相模原土木事務所管内の主要地方道だったため神奈川県道53号を名乗ったが、1994年（平成6年）に東京都との番号調整で東京都側に合わせ48へ変更された（現在、神奈川県道で53号は欠番）。
- 起点：大戸交差点（東京都道47号八王子町田線）
- 終点：昭和橋交差点（神奈川県道52号相模原町田線、神奈川県道508号厚木城山線）
- 延長
  - 東京都道：131 m（実延長、2016年4月1日現在）[1]
  - 神奈川県道：

## 地理

### 通過する自治体
- 東京都
  - 町田市
- 神奈川県
  - 相模原市(緑区-中央区-南区)

### 交差する道路
| 交差する道路                                | 交差する道路                                                        | 交差点名   | 所在地   | 所在地   | 所在地 |
| ------------------------------------------- | ------------------------------------------------------------------- | ---------- | -------- | -------- | ------ |
| 東京都道47号八王子町田線（町田街道）        | 東京都道47号八王子町田線（町田街道）                                | 大戸       | 東京都   | 町田市   | 町田市 |
| 国道413号（津久井道）                       | 国道413号（津久井道）                                               | 川尻       | 神奈川県 | 相模原市 | 緑区   |
| 神奈川県道508号厚木城山線旧道               | 神奈川県道508号厚木城山線旧道                                       | 向原       | 神奈川県 | 相模原市 | 緑区   |
| 神奈川県道508号厚木城山線（津久井広域道路） | 神奈川県道508号厚木城山線（津久井広域道路）                         | 新小倉橋東 | 神奈川県 | 相模原市 | 緑区   |
| 神奈川県道63号相模原大磯線                  | 神奈川県道63号相模原大磯線                                          | 堀ノ内     | 神奈川県 | 相模原市 | 中央区 |
| 神奈川県道54号相模原愛川線                  | 神奈川県道54号相模原愛川線                                          | 上田名     | 神奈川県 | 相模原市 | 中央区 |
| 神奈川県道508号厚木城山線（八王子街道）     | 神奈川県道52号相模原町田線・神奈川県道508号厚木城山線（八王子街道） | 昭和橋     | 神奈川県 | 相模原市 | 南区   |

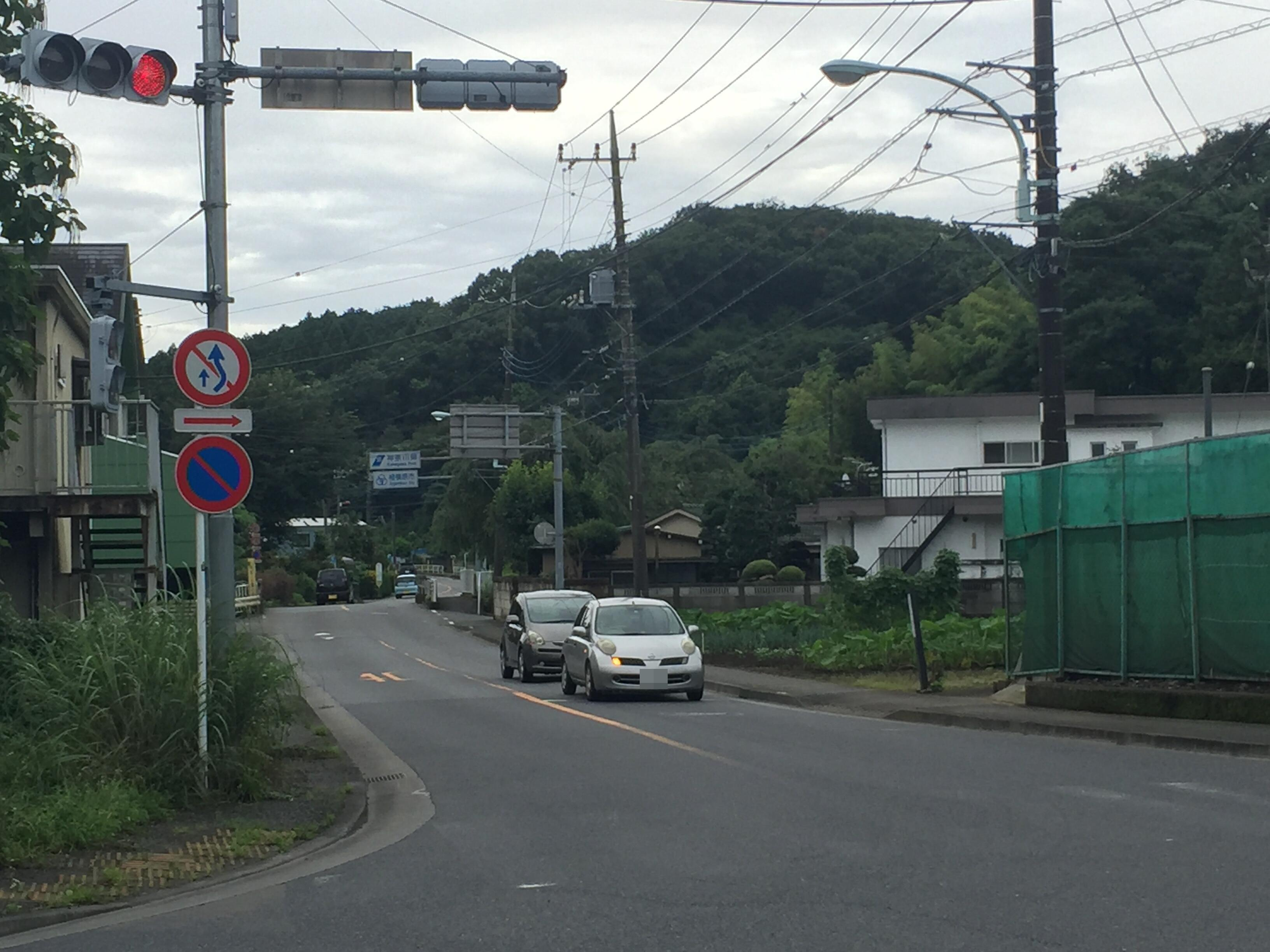
起点の大戸交差点（町田市）から城山方面。都県境が交差点からわずかな距離にあり、神奈川県の標識も見ることができる
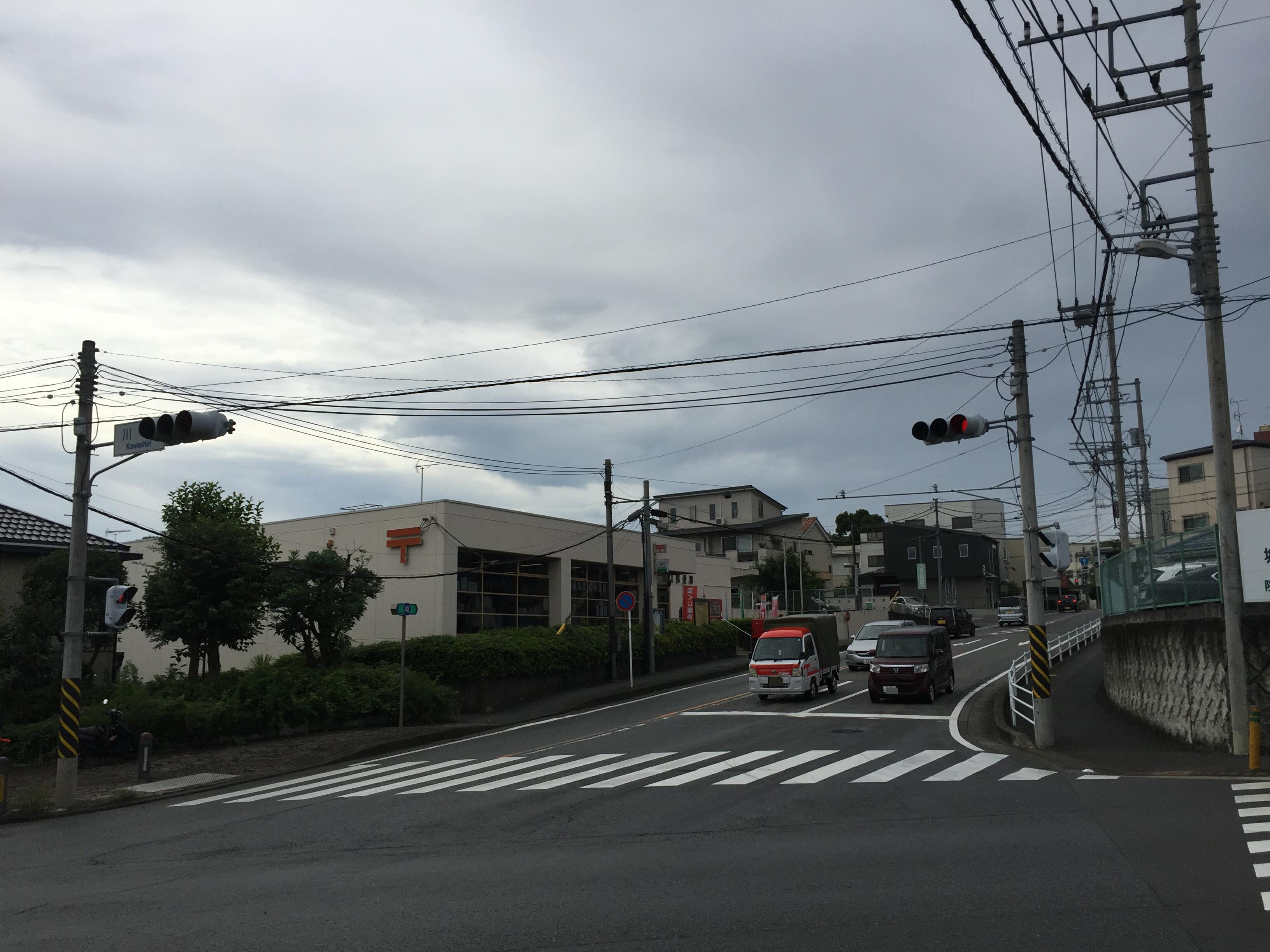
川尻交差点（相模原市緑区）。国道413号線と交差する。右正面は県道48号線・起点方向
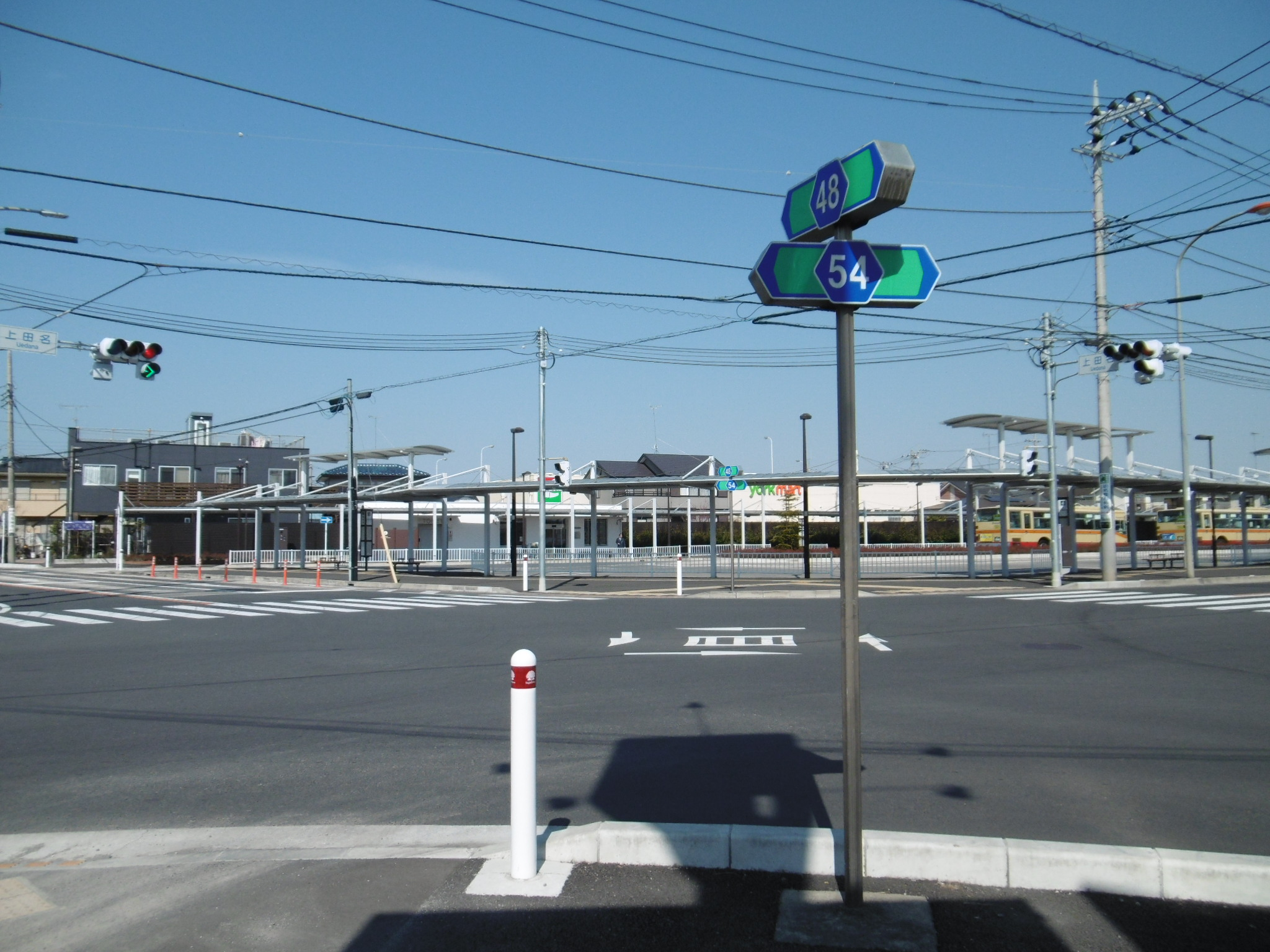
上田名で神奈川県道54号（右奥方）と交差する神奈川県道48号（左奥方）。中央奥は田名バスターミナルである。（2016年2月）